# 莫斯科歷史

莫斯科紋章

莫斯科市的歷史，是從14世纪开始，在克里姆林宫周围逐渐成长。或說可以追溯至中古時代。
在1147年，尤里·多爾戈魯基大公在爭奪基輔王位的一次戰爭後戰鬥獲勝後，他邀請了自己的盟友切爾尼戈夫公爵斯維亞托斯拉夫·奧利戈維奇去到了弗拉基米爾公國邊境上的一個名叫莫斯科地點慶祝自己的勝利，這也是史書上第一次提及莫斯科這個地方。不過在石器時代久已經有人類居住在莫斯科附近。

## 史前史
在莫斯科這塊土地上人类所出現的最古老证据来自新石器时代（莫斯科河上的Schukinskaya遗址）。在城市的现代边界内，在克里姆林宫，麻雀山，Setun河和Kuntsevskiy森林公园的领土上发现了其他晚期证据（Fatyanovskaya文化的墓地，Dyakovo文化的铁器时代遗址）等等。